# Маракуя
Мараку́я, або страстоцвіт їстівний, або пасифлора їстівна, або гранадила пурпурова (Passiflora edulis, порт. Maracujá) — вид рослин роду пасифлора. Таку саму назву мають плоди цієї рослини (їх також називають плодами пристрасті та пешенфрутами, від англ. passion fruit).
Усталений в українській мові наголос на передостанній склад «мараку́я» насправді неправильний, оскільки слово походить з індіанських мов тупі-гуарані, у яких наголос падає на останній склад. Тож точнішою назвою була б «маракуя́».

## Передісторія
Маракуя родом із Бразилії. Англійці називають її «passion fruit» («фрукт пристрасті»), у той час як самі бразильці підкреслюють, що назва «плід пристрасті» зовсім не пов'язана з амурними справами, як може здатися на перший погляд: ідеться про страсті Христові, оскільки квіти пасифлори своїм виглядом схожі на терновий вінець. Сучасні плантації вирощування маракуї сконцентровані переважно в Південній і Центральній Америці, Новій Зеландії та на Гаваях. Маракуя присутня на приватних подвір'ях в Іспанії.

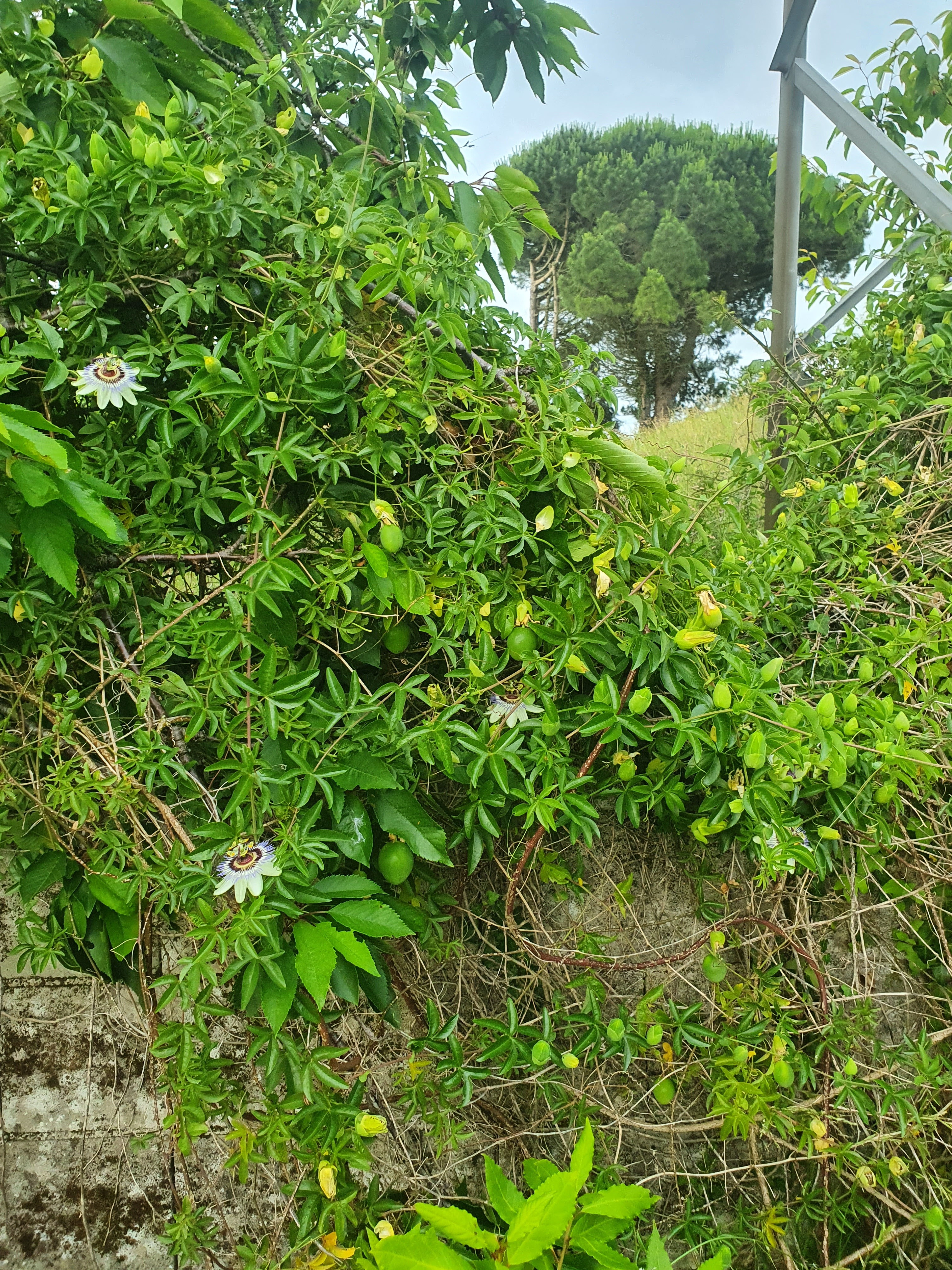
Кущ здичавілої маракуї з незрілими плодами та квітками на покинутому подвір'ї в Ігойо, Кантабрія, Іспанія

## Опис плоду
Залежно від сорту плоди бувають жовтого або фіолетового кольору, з шорсткою, гладкою та хвилястою поверхнею. Усередині ховаються їстівні насінини, жовта оболонка яких має кислий смак і особливий аромат.

## Вибір
Переважно вибирають фрукти з гладкою блискучою поверхнею, але солодший смак мають плоди з шорсткою, потрісканою шкіркою. Така шкіра виглядає зів'ялою, що зовсім не свідчить про зіпсованість плоду. Стиглі плоди мають насичене забарвлення, характерне для конкретного сорту.

## Зберігання
Для повного дозрівання достатньо залишити фрукти за кімнатної температури: не випадково маракуї транспортують на стадії недостиглих плодів. Стиглі плоди можна зберігати в холодильнику щонайбільше один тиждень.

## Вживання
Кисло-солодкий сік плодів маракуї тонізує (зазвичай його змішують з апельсиновим соком, додають до йогуртів тощо), а також використовують у фармацевтиці та косметиці.
Зазвичай маракую вживають у свіжому вигляді, але нерідко її плоди використовують для приготування соусів, начинок, лікерів. Плід слід розрізати навпіл і їсти його м'якуш ложкою. Як соус, м'якоть плодів дуже добре поєднується з морозивом. Щоб позбутися кісточок, загорніть плід в марлю та вичавіть сік.

## Корисні властивості
Маракуя має проносну властивість і покращує роботу кишки, сприяє виведенню з організму сечової кислоти і є жарознижувальним засобом. Цей фрукт рекомендують уживати при захворюваннях печінки, сечовивідних шляхів та низькому тиску. Сік маракуї діє заспокійливо та поліпшує сон. Однак маракую не рекомендують людям, схильним до алергічних захворювань.